# Plectranthias inermis
Plectranthias inermis, thường được gọi cá mú ca rô, là một loài cá biển thuộc chi Plectranthias trong họ Cá mú. Loài này được mô tả lần đầu tiên vào năm 1980..

## Phân bố và môi trường sống
P. inermis có phạm vi phân bố tương đối rộng rãi ở vùng biển Tây Thái Bình Dương. Chúng được tìm thấy khắp Philippines, Đông Indonesia, đảo New Guinea (trừ phía nam). Ở Ấn Độ Dương, chúng chỉ biết đến tại 2 địa điểm: Mauritius và đảo Giáng Sinh. Những ghi nhận về sự có mặt của loài cá này ở ngoài khơi Nhật Bản chưa được xác nhận. P. inermis sống đơn độc xung quanh các rạn san hô ở những dốc ngầm gần bờ, vùng đáy đá, hoặc núp trong các kẽ đá, độ sâu được ghi nhận trong khoảng từ 14 đến 65 m.

## Mô tả
Các mẫu vật dùng để mô tả P. inermis có kích thước chiều dài cơ thể nằm trong khoảng 3 – 4 cm. Màu sắc mẫu vật khi còn tươi: màu trắng với các đốm lớn màu đỏ cam rải rác khắp cơ thể. Ba màng da đầu tiên của phần gai vây lưng màu vàng nhạt; các màng da còn lại có màu trắng với một hàng đốm vàng; vây mềm màu trắng với các tia màu hồng nhạt và một dải màu vàng nhạt gần gốc. Vây đuôi và vây hậu môn có màu trắng với các tia vây màu hồng; vây ngực trong suốt; vây bụng màu trắng. Mống mắt có màu đỏ tươi với một ít màu vàng nhạt.
Số gai ở vây lưng: 10; Số tia vây mềm ở vây lưng: 16 - 18; Số gai ở vây hậu môn: 3; Số tia vây mềm ở vây hậu môn: 7; Số gai ở vây bụng: 1; Số tia vây mềm ở vây bụng: 5; Số tia vây mềm ở vây ngực: 13; Số tia vây mềm ở vây đuôi: 13.